# Vaughn Waddell
Vaughn Reginald Waddell (Forest, 29 settembre 1910 – Royal Oak, 7 marzo 1980) è stato un cestista statunitense.

## Carriera
Ha giocato da professionista nella NBL (disputando 8 partite con i Detroit Gems nel 1946-1947) e nelle leghe indipendenti statunitensi.